# Robert Gregory Losey
Robert Gregory Losey   (Oakland, 9 de febrer de 1950 - San Antonio, 26 de febrer de 2002) fou un pentatleta estatunidenc, guanyador d'una medalla olímpica.
El 1984 va prendre part en els Jocs Olímpics d'Estiu de Los Angeles, on disputà dues proves del programa de pentatló modern. Junt a Michael Storm i Dean Glenesk guanyà la medalla de plata en la competició per equips, mentre en la competició individual fou tretzè.
Un càncer, diagnosticat pocs mesos abans, li provocà la mort el febrer de 2002.